# تلماک تر-آوتیسیان
تلماک پطروسی تر-آوتیسیان (ارمنی: Տելեմակ Պետրոսի Տեր-Ավետիսյան؛ زاده ۲۳ ژوئیهٔ ۱۹۰۷ - درگذشته ۲۲ نوامبر ۱۹۷۴) آهنگساز، نوازنده ویولنسل اهل ارمنستان بود. وی بین سال‌های - تا - میلادی فعالیت می‌کرد.

## زندگی‌نامه
وی در ۲۳ ژوئیهٔ ۱۹۰۷ در ایروان در به دنیا آمد و از کنسرواتوار دولتی کومیتاس ایروان فارغ‌التحصیل گشت. وی همچنین برنده جوایزی همچون چهره هنری شایسته ارمنستان شوروی (۱۹۶۷) شد. وی در ۲۲ نوامبر ۱۹۷۴ در سن ۶۷ سالگی در ایروان درگذشت.